# Campionati europei di ciclismo su strada 2004
I Campionati europei di ciclismo su strada 2004 si disputarono a Otepää, in Estonia, tra il 5 e l'8 agosto 2004.

## Eventi

### Cronometro individuali
Venerdì 6 agosto
- Donne Under-23, 23,1 km
- Uomini Under-23, 30,5 km

### Corse in linea
Domenica 8 agosto
- Donne Under-23, 119,2 km
- Uomini Under-23, 178,8 km

## Medagliere
| Pos.     | Nazione     | Oro | Argento | Bronzo | Totale |
| -------- | ----------- | --- | ------- | ------ | ------ |
| 1        | Germania    | 1   | 1       | 0      | 2      |
|          | Italia      | 1   | 0       | 1      | 2      |
| Lettonia | 1           | 0   | 1       | 2      |        |
| 4        | Svezia      | 1   | 0       | 0      | 1      |
| 5        | Danimarca   | 0   | 1       | 0      | 1      |
| 5        | Slovenia    | 0   | 1       | 0      | 1      |
| 5        | Paesi Bassi | 0   | 1       | 0      | 1      |
| 8        | Russia      | 0   | 0       | 1      | 1      |
| 8        | Francia     | 0   | 0       | 1      | 1      |
| Totale   | Totale      | 4   | 4       | 4      | 12     |

## Sommario degli eventi
| Eventi                 | Oro                       | Tempo    | Argento                        | Tempo   | Bronzo                         | Tempo   |
| Uomini Under-23        |                           |          |                                |         |                                |         |
| Gara in linea dettagli | Kalvis Eisaks Lettonia    | 3h57'58" | Tom Veelers Danimarca          | a 7"    | Arturs Ansons Lettonia         | s.t.    |
| Cronometro dettagli    | Christian Müller Germania | 40'04"10 | Janez Brajkovič Slovenia       | a 31"22 | Alexei Esin Russia             | a 42"73 |
| Donne Under-23         |                           |          |                                |         |                                |         |
| Gara in linea dettagli | Monica Holler Svezia      | 3h02'44" | Bertine Spijkerman Paesi Bassi | s.t.    | Nathalie Tirard Collet Francia | s.t.    |
| Cronometro dettagli    | Tatiana Guderzo Italia    | 33'49"   | Madeleine Sandig Germania      | a 56"   | Anna Zugno Italia              | a 57"   |